# Parada (Vila do Conde)
Parada é uma povoação portuguesa do Município de Vila do Conde que foi sede da extinta Freguesia de Parada, freguesia que tinha 2,96 km² de área (2012), 300 habitantes (2011), e, por isso, uma densidade populacional de 101,4 hab/km².
A Freguesia de Parada foi extinta (agregada) em 2013, no âmbito de uma reforma administrativa nacional, tendo sido agregada às freguesias de Bagunte, de Ferreiró e de Outeiro Maior para formar uma nova freguesia denominada União das Freguesias de Bagunte, Ferreiró, Outeiro Maior e Parada.

## População
| População da freguesia de Parada | População da freguesia de Parada | População da freguesia de Parada | População da freguesia de Parada | População da freguesia de Parada | População da freguesia de Parada | População da freguesia de Parada | População da freguesia de Parada | População da freguesia de Parada | População da freguesia de Parada | População da freguesia de Parada | População da freguesia de Parada | População da freguesia de Parada | População da freguesia de Parada | População da freguesia de Parada |
| -------------------------------- | -------------------------------- | -------------------------------- | -------------------------------- | -------------------------------- | -------------------------------- | -------------------------------- | -------------------------------- | -------------------------------- | -------------------------------- | -------------------------------- | -------------------------------- | -------------------------------- | -------------------------------- | -------------------------------- |
| 1864                             | 1878                             | 1890                             | 1900                             | 1911                             | 1920                             | 1930                             | 1940                             | 1950                             | 1960                             | 1970                             | 1981                             | 1991                             | 2001                             | 2011                             |
| 185                              | 193                              | 211                              | 213                              | 241                              | 290                              | 290                              | 321                              | 322                              | 297                              | 328                              | 333                              | 327                              | 365                              | 300                              |

| Distribuição da População por Grupos Etários | Distribuição da População por Grupos Etários | Distribuição da População por Grupos Etários | Distribuição da População por Grupos Etários | Distribuição da População por Grupos Etários | Distribuição da População por Grupos Etários | Distribuição da População por Grupos Etários | Distribuição da População por Grupos Etários | Distribuição da População por Grupos Etários | Distribuição da População por Grupos Etários |
| -------------------------------------------- | -------------------------------------------- | -------------------------------------------- | -------------------------------------------- | -------------------------------------------- | -------------------------------------------- | -------------------------------------------- | -------------------------------------------- | -------------------------------------------- | -------------------------------------------- |
| Ano                                          | 0-14 Anos                                    | 15-24 Anos                                   | 25-64 Anos                                   | > 65 Anos                                    |                                              | 0-14 Anos                                    | 15-24 Anos                                   | 25-64 Anos                                   | > 65 Anos                                    |
| 2001                                         | 77                                           | 53                                           | 195                                          | 40                                           |                                              | 21,1%                                        | 14,5%                                        | 53,4%                                        | 11,0%                                        |
| 2011                                         | 48                                           | 37                                           | 163                                          | 52                                           |                                              | 16,0%                                        | 12,3%                                        | 54,3%                                        | 17,3%                                        |

Média do País no censo de 2001:  0/14 Anos-16,0%; 15/24 Anos-14,3%; 25/64 Anos-53,4%; 65 e mais Anos-16,4%
Média do País no censo de 2011:   0/14 Anos-14,9%; 15/24 Anos-10,9%; 25/64 Anos-55,2%; 65 e mais Anos-19,0%

## História
A paróquia de Santo André de Parada foi vigararia do convento de S. Simão da Junqueira, tendo depois passado a reitoria. Já no século XII esta terra é mencionada numa doação feita ao convento de S. Simão. Aí foi construída uma quinta honrada pelos senhores do Solar de Cunha-a-Velha, de S. Miguel. 
Fez parte da Póvoa de Varzim e foi integrada no concelho de Vila do Conde em 1853.

## Património
- Igreja de Santo André de Parada